# 拉德角
拉德角（英語：Rudder Point），是南極洲的海岬，位於南桑威奇群島，處於列斯科夫島東南端，在1971年由英國南極名稱諮詢委員會命名，由英國海外領土管轄。